# 若戸出入口
若戸出入口（わかとでいりぐち）は、福岡県北九州市戸畑区にある北九州高速2号線の出入口である。
若戸大橋および若戸トンネル（新若戸道路）と小倉方面を接続するハーフインターチェンジであり、戸畑区内への一般道とは接続していない。都市計画道路戸畑枝光線を介して北九州高速5号線に接続する計画もある。

## 構造
北九州高速2号線の本線と連続しており、小倉方面から戸畑出入口のランプウェイが分岐した後の本線を直進するとそのまま本出入口となる。若戸大橋まで約800mのロングランプウェイとなっており、このランプウェイの途中で若戸トンネルへ向かうランプウェイが分岐する。若戸トンネルへ向かうランプウェイは新若戸道路に所属するAランプ及びCランプであり、北九州高速2号線の所属ではない。
本出入口に料金所は設置されておらず、若戸大橋・若戸トンネルからの利用者は戸畑本線料金所において都市高速の料金を支払う。（若戸大橋・若戸トンネルが有料道路だった時期には、戸畑本線料金所で各道路の通行料を合算して支払っていた）
道路地図やカーナビゲーションにおいては、若戸大橋と接続している部分を若戸大橋出入口（わかとおおはしでいりぐち）、新若戸道路（若戸トンネル）と接続している部分を若戸トンネル出入口（わかととんねるでいりぐち）と別の出入口として案内しているものがあるが、正式名称は全体で若戸出入口である。

## 沿革
- 1990年（平成2年）3月31日 - 北九州高速2号線の戸畑出入口 - 本出入口間の開通により供用開始。
- 2012年（平成24年）9月15日 - 新若戸道路第1期区間開通により本出入口に接続する新若戸道路のランプウェイが供用開始。

## 道路
- 北九州高速2号線(205)
- 若戸大橋
- 新若戸道路（若戸トンネル）
- 都市計画道路戸畑枝光線（計画）

## 周辺
若戸出入口からは戸畑区内に出入出来ない為、下記施設への最寄は戸畑出入口となる。
- JR鹿児島本線 戸畑駅
- 門司税関戸畑税関支所
- ウェルとばた
- イオン戸畑ショッピングセンター

## 隣
北九州高速2号線
(204)戸畑出入口/戸畑本線料金所 - (205)若戸出入口
若戸大橋
若戸出入口/若戸大橋料金所 - 若戸大橋口交差点
若戸トンネル（新若戸道路）
若戸出入口/若戸トンネル料金所 - 北浜出入口
都市計画道路戸畑枝光線（計画）
若戸出入口 - 牧山出入口 - 枝光北出入口